# Geri Allen

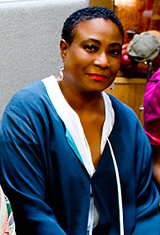
Geri Allen, im Juli 2008

Geri Antoinette Allen (* 12. Juni 1957 in Detroit, Michigan; † 27. Juni 2017 in Philadelphia, Pennsylvania) war eine US-amerikanische Jazz-Pianistin, Komponistin, Musikethnologin und Hochschullehrerin. Stilistisch war sie eigensinnig und zugleich sehr vielseitig: Sie „konnte berührend zart und elegant spielen, aber es gab auch die andere Geri Allen, die pointierte, oft gegenläufige Rhythmen“ und beeindruckende Grooves schuf.

## Leben und Wirken
Geri Allen erhielt ab dem siebten Lebensjahr Klavierunterricht. Sie besuchte die Cass Technical High School in Detroit, wo sie Schülerin von Marcus Belgrave war. Erste Versuche im Jazz machte sie im Detroiter Jazz Development Workshop und im Nation: Afrikan Liberation Arts Ensemble um Haki R. Madhubuti. Bis 1979 studierte sie an der Howard University in Washington, D. C., an der sie danach auch unterrichtete; dann erhielt sie Unterricht bei Kenny Barron in New York. Aufbauend schloss sich bis 1982 ein Master-Studium der Musikethnologie an der University of Pittsburgh an, bevor sich Allen nach einer Tournee mit Mary Wilson in New York niederließ.
In New York arbeitete sie mit Oliver Lake, Joseph Jarman und Lester Bowie; ihr Debütalbum entstand 1983. Eher avantgardistische Elemente ihres Spiels zeigte sie in ihrem frühen Album The Printmakers 1984, begleitet von Anthony Cox und Andrew Cyrille. Als Mitglied des Musiker-Kollektivs M-Base spielte sie mit Steve Colemans Band Five Elements, wirkte an dessen ersten drei Alben 1985/86 mit und tourte mit ihnen Ende der 1980er-Jahre durch Europa. In diese Zeit fällt auch die Zusammenarbeit mit Oliver Lake (Expandable Language, 1984), David Friedman (Shades of Change), Frank Lowe (Decision in Paradise, 1985)  und Franco Ambrosetti (Movies und Movies Too, 1986 bzw. '88).
Richard Cook und Brian Morton bewerteten Allen als technisch versierte Pianistin, die in ihrem Stil die verschiedensten Elemente der Jazz-Piano-Geschichte vereint, wie von Bud Powell, Monk, Anklänge an Cecil Taylor sowie weniger bekannte Jazzpianisten wie Herbie Nichols und Mary Lou Williams. Beeinflusst ist sie auch von Nicht-Pianisten wie Eric Dolphy, dessen Ideen sie in ihren Kompositionen reflektiert. „Die trancehaften, repetitiven Strukturen und minimalen Verzierungen des Gospels waren“ in ihrem Spiel deutlich wahrnehmbar, zugleich „auch eine Liebe für die großen sperrigen Einzelgänger im Klavierjazz.“
In der zweiten Hälfte der 1980er-Jahre arbeitete Allen mit Charlie Haden und Paul Motian zusammen; es entstanden die Alben Etudes auf Soul Note und Segments auf dem DIW-Label. 1990 trat das Trio im New Yorker Club Village Vanguard auf. Mit den Alben The Nurturer (1990) und Maroons (1992) vertiefte Geri Allen ihr Interesse an Kompositionen und arrangierten Strukturen in erweiterter Besetzung, mit Musikern wie Marcus Belgrave und Kenny Garrett. Viel gelobtes Resultat dieser Entwicklung war das Verve-Album The Gathering von 1998, u. a. mit Wallace Roney, Robin Eubanks, Vernon Reid, Buster Williams, Lenny White, Mino Cinelu und dem Multiinstrumentalisten Dwight Andrews.
Allen arbeitete außerdem mit Musikern wie Betty Carter (auf den Live-Alben The Music Never Stops (1992) und Feed the Fire, 1994), Bobby Hutcherson, Greg Osby, Gary Thomas, Dewey Redman, James Newton, Dave Holland und Jack DeJohnette zusammen und wirkte an mehr als einhundert Alben mit, darunter zwei CDs von Ornette Coleman; zu ihren regelmäßigen Partnern zählten u. a. die Musiker Arthur Blythe, Julius Hemphill, Lester Bowie sowie Charles Lloyd. In dem Film Kansas City von Robert Altman spielte sie die Rolle der Mary Lou Williams.
Geri Allen unterrichtete als Gastprofessorin an der Howard University; sie bekleidete eine außerordentliche Professur für Jazz-Piano und Improvisation an der School of Music, Dance & Theatre der University of Michigan. 2013 wechselte sie an die University of Pittsburgh, wo sie als Nachfolgerin von Nathan Davis die Jazzabteilung leitete.
Sie starb 2017 im Alter von 60 Jahren an den Folgen einer Krebserkrankung.

## Auszeichnungen und Preise
Im Down-Beat-Kritikerpoll wurde Allen 1993 und 1994 als Talent, das eine größere Beachtung verdiene, besonders gewürdigt. Sie wurde mit dem Distinguished Alumni Award der Howard University, dem SESAE Special Achievement Award und dem Eubie Blake Award ausgezeichnet und erhielt 1996 als erste Frau den hochdotierten dänischen Jazzpar-Preis.

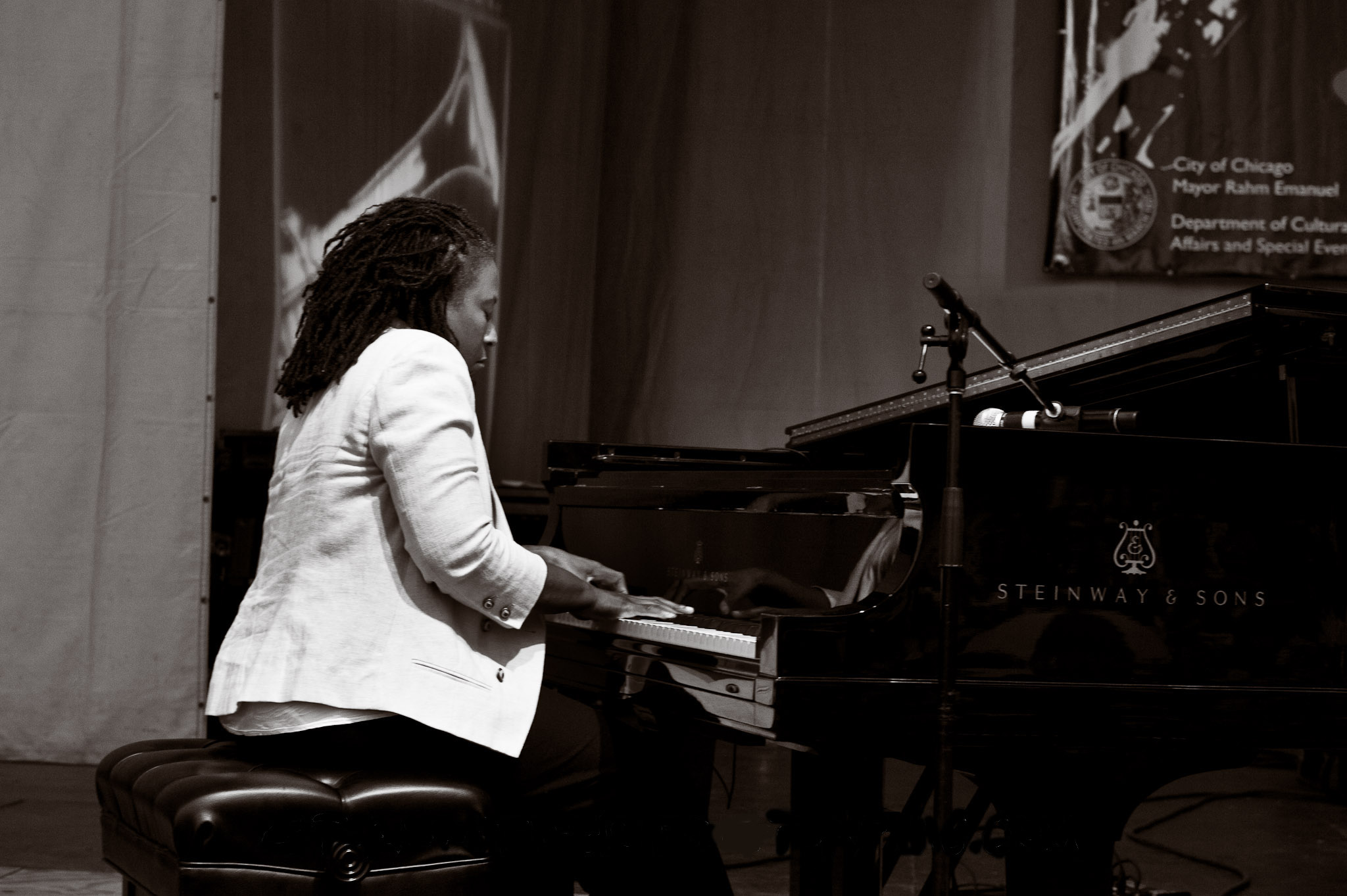
Geri Allen (2011)

## Diskographische Hinweise
- The Printmakers mit Anthony Cox, Andrew Cyrille, 1984
- Home Grown, Soloalbum, 1985
- Open on All Sides – In the Middle mit Marcus Belgrave, Rayse Biggs, Mino Cinelu, Steve Coleman, Robin Eubanks, David McMurray, Shahita Nurallah, Jaribu Shahid, Lloyd Storey, Tani Tabbal, 1987
- Twylight mit Tani Tabbal, Jaribu Shahid sowie Sadiq Bey, Eli Fountain, Clarice Taylor Bell, 1989
- In the Year of the Dragon mit Charlie Haden, Paul Motian, 1989
- Segments mit Charlie Haden, Paul Motian, 1989
- The Nurturer mit Marcus Belgrave, Kenny Garrett, Robert Hurst, Jeff Watts, Eli Fountain, 1991
- Live at the Village Vanguard mit Charlie Haden, Paul Motian, 1991
- Maroons mit Marcus Belgrave, Wallace Roney, Anthony Cox, Dwayne Dolphin, Pheeroan akLaff, Tani Tabbal, 1992
- Twenty One mit Ron Carter, Tony Williams, 1994
- Eyes… in the Back of Your Head mit Ornette Coleman, Wallace Roney, Cyro Baptista, 1997
- Some Aspects of Water mit Palle Danielsson, Lenny White, Johnny Coles, Henrik Bolberg Pedersen, Kjeild Ipsen, Alex Windfeld, Michael Hove, Uffe Markussen, 1997
- The Gathering mit Wallace Roney, Robin Eubanks, Dwight Andrews, Vernon Reid, Ralphe Armstrong, Buster Williams, Lenny White, Mino Cinelu, 1998
- The Life of a Song mit Dave Holland und Jack DeJohnette, 2004
- Timeless Portraits and Dreams, 2006 mit Ron Carter, Jimmy Cobb, Carmen Lundy
- Flying Toward the Sound, 2010 solo
- Geri Allen and Timeline Live (2010), mit Kenny Davis, Kassa Overall
- Trio 3 + Geri Allen: Celebrating Mary Lou Williams (Live at Birdland New York), mit Oliver Lake, Reggie Workman, Andrew Cyrille, 2011
- A Child Is Born (Motéma, 2011)
- Grand River Crossings (Motown & Motor City Inspirations), Motéma Music, 2013
- Perfection, mit David Murray, Terri Lyne Carrington, 2016
- Live at the Village Vanguard: Unissued Tracks, mit Charlie Haden, Paul Motian (1990, ed. 2021)
- Geri Allen & Kurt Rosenwinkel: A Lovesome Thing (2023)

## Schriften
- The Art of Jazz and the Creative Process. In: International Jazz Archives Journal. 1, 3, 1995, S. 89ff.